# Усть-Пышья
Усть-Пы́шья — нежилое поселение в восточной части Юрлинского района Пермского края на реке Пышья, впадающей в реку Лопан (приток реки Коса), в 20 км от ближайшего посёлка Чугайнов Хутор. Входит в состав Усть-Зулинского сельского поселения.
В 2014 году власти Юрлинского района предложили упразднить поселок Усть-Пышья и исключить из реестра административно-территориальных единиц Пермского края. Данный населенный пункт Усть-Зулинского сельского поселения является труднодоступным и отдаленным, поэтому всех его жителей переселили в село Юрла. По решению земского собрания района людям приобрели жилые помещения на условиях социального найма. Производственные и социальные объекты в поселке отсутствуют. Жилые помещения граждан, выехавших из труднодоступного и отдаленного населенного пункта, подлежат сносу.

## История
Усть-Пышья возникла как леспромхозный поселок в конце 1940-х — начале 1950-х годов, население Усть-Пышьи составили уроженцы соседних деревень и многочисленные приезжие: поляки, украинцы, белорусы, молдаване.
Спецпереселенцы
В начале 1940-х годах, когда после раздела Польши было утверждено Положение о спецпоселении и трудовом устройстве бывших военных (т. н. осадников), выселяемых из западных областей УССР и БССР. В результате чего вглубь России были переселены тысячи польских семей. Часть из них была отправлена в Юрлинский район: так, в деревне Булычи (6 км от Усть-Пышья) числилось 100 чел., в посёлке Усть-Пышья — 120, в соседнем посёлке Конанов Бор (7 км от Усть-Пышья) — 150, в посёлке Сюрол — 170. По прибытии на место основными причинами высокой смертности становились неудовлетворительные бытовые условия и тяжелый физический труд (умерло 50). В 1941 году была объявлена амнистия польских граждан, их статус изменился, положение несколько улучшилось; многие поспешили покинуть Молотовскую область, однако некоторые остались здесь до окончания войны.
В конце 1944 — начале 1945 годов в лесные поселки было депортировано большое количество репатриированных украинцев и литовцев.
в 1940 – 1950-е годы. Спецпоселение управлялось Спецкомендатурой № 102 п. Кирьяново и отделами спецпоселений ГУЛАГа НКВД СССР.
1958 году Усть-Пышья была центром Юрлинского леспромхоза в восточной части района включающая 5 поселков: Высокий Бор, Конанов Бор, Усть-Пышья, Булычи, Чугайнов Хутор где проживало 1980 жителей и числилось 361 хозяйств. 
В 1990-е годы, когда большинство леспромхозов вынуждено было остановить свою деятельность, жители стали разъезжаться.

## Население
| 1937 | 1949 | 1958 | 1979 | 2010 | 2014 |
| ---- | ---- | ---- | ---- | ---- | ---- |
| 75   | 120  | 644  | 336  | 43   | 0    |

## Культура
Памятник жертвам гражданской войны, польское кладбище.